# Segona Escola de Viena
La Segona Escola de Viena (en alemany: Zweite Wiener Schule, Neue Wienere Schule) és el grup de compositors de la primera meitat del segle xx que inclou Arnold Schönberg i alguns dels seus alumnes (principalment, Alban Berg i Anton Webern). Tots ells van coincidir a la primeria del segle xx a Viena, on Schönberg va viure i va fer classes, esporàdicament, entre 1903 i 1925. La seva música, inicialment, estava caracteritzada per la tonalitat expandida del Romanticisme tardà. Més endavant, seguint l'evolució de Schönberg, per un expressionisme totalment cromàtic sense un centre tonal clar, estil denominat com a atonalisme. Encara més endavant, es van caracteritzar per l'ús de la tècnica de composició amb dotze sons desenvolupada per Schönberg.
La Segona Escola de Viena rep el seu nom per la comparació amb la Primera Escola de Viena, que inclou els compositors del Classicisme i primer Romanticisme vienès, que va ser un període d'esplendor de la música a Viena, particularment amb les figures de Franz Joseph Haydn, Wolfgang Amadeus Mozart, Ludwig van Beethoven i Franz Schubert.

## Creació del concepte de la Segona Escola de Viena

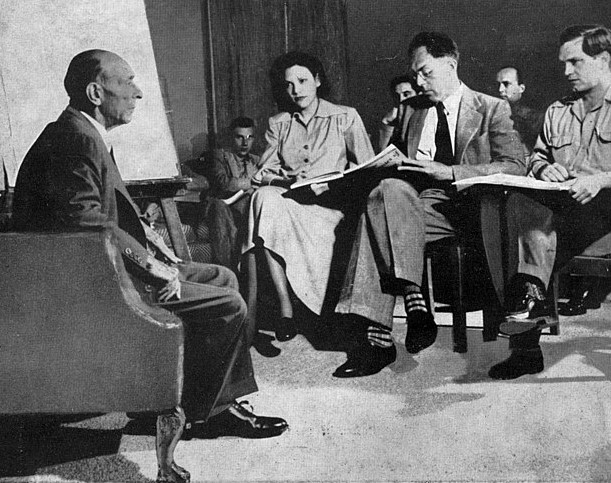
Schönberg, Vilma von Webenau (?), Webern i Berg

La rellevància d'Arnold Schönberg com a mestre és un dels factors unificadors més importants de la Segona Escola de Viena, i més encara quan s'han considerat Berg i Webern com els seus dos millors alumnes a la Viena d'abans de la Primera Guerra Mundial. Entre altres alumnes es podrien citar Erwin Stein, Walter Herbert, Winfried Zillig, Hanns Eisler, Rudolf Kolisch, Adolph Weiss o el català Robert Gerhard. A part dels anteriors, també van ser deixebles de Schönberg la compositora Vilma von Webenau i altres compositors més allunyats estèticament a ell com ara John Cage o Marc Blitzstein.
No va ser fins a les dècades de 1920 i 1930 que els tres compositors van començar a ser considerats com una «escola», i també hi van tenir a veure publicacions assagístiques de Theodor Adorno, qui alhora va ser deixeble de Berg. Es sol considerar Berg i Webern com a contribuïdors a l'eixamplament i realització d'alguns dels aspectes de la personalitat creativa del seu mestre, com ara el concepte de variació en desenvolupament. Una altra personalitat que va ajudar la creació del concepte de la Segona Escola de Viena va ser René Leibowitz, també deixeble de Schönberg, que va considerar Berg com el lligam amb el passat i Webern com el pont amb el futur.
En relació amb aquesta consideració que va posar Schönberg al centre dels tres compositors, les obres de Berg van ser considerades com una comprensió imperfecta del llenguatge dodecafònic, corromput pels lligams amb la música del Romanticisme. No obstant això, estudis posteriors van desmentir aquesta visió de la música de Berg, i van demostrar que el seu dodecafonisme depèn d'esquemes intel·lectuals i abstractes en major mesura que els altres dos components de la Segona Escola de Viena. De forma contrastant, la música de Webern s'ha vist com la més cerebral de les tres; la que va portar el dodecafonisme estricte a l'extrem.
Alguns dels conceptes musicals més importants desenvolupats pels compositors de la Segona Escola són el d'emancipació de la dissonància i el de mètode de composició amb dotze tons relacionats entre ells (dodecafonisme). A aquests dos se n'hi afegeixen altres com ara: la prosa musical, la Grundgestalt (que equivaldria, aproximadament, al concepte de «coherència musical»), la variació en desenvolupament i la Klangfarbenmelodie o melodia de timbres.

## Aplicació musical del dodecafonisme
El dodecafonisme (també traduït al català com a dodecatonisme o composició dodecatònica) va ser la principal tècnica de composició utilitzada pels tres membres més importants d'aquest grup. Schönberg va escriure les primeres composicions en aquest nou estil, i ben aviat el van seguir els seus dos deixebles Webern i Berg. Schönberg va anomenar aquest procediment de composició com a Mètode de composició amb dotze tons relacionats entre ells, i consisteix bàsicament en l'ús constant i exclusiu d'una sèrie conformada pels dotze sons de l'escala cromàtica temperada ordenats d'una forma determinada.
S'han definit uns determinats postulats amb relació a la sèrie dodecafònica:
1. La sèrie consta de les dotze notes de l'escala cromàtica temperada, disposades en un ordre lineal específic.
2. Cap nota apareix més d'una vegada dins de la sèrie.
3. La sèrie pot ser exposada en qualsevol dels seus aspectes lineals: aspecte bàsic, inversió, retrogradació i inversió retrogradada.
4. La sèrie pot ser exposada en les seves quatre transformacions (és a dir, aspectes lineals) començant per qualsevol grau de l'escala cromàtica.

La següent sèrie, amb les seves transformacions lineals, correspon al Quintet de vent Op. 26 d'Arnold Schönberg:

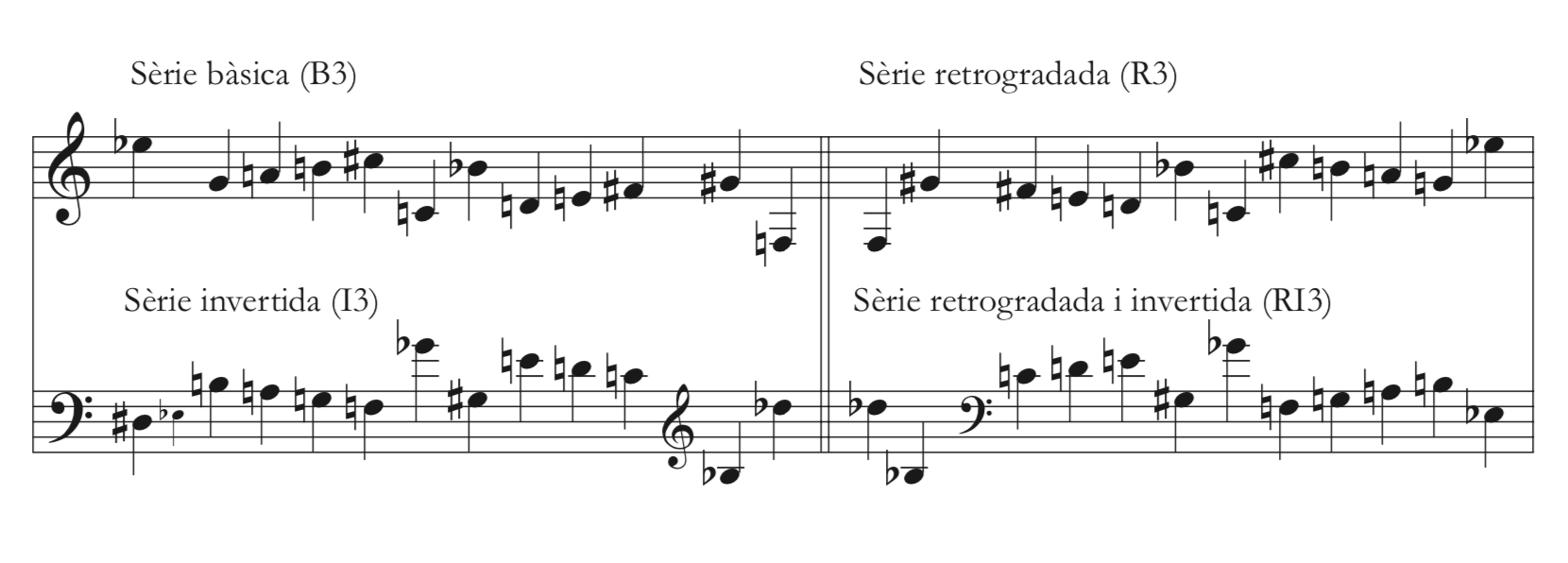
Sèrie bàsica (B3) del Quintet de vent Op. 26 d'Arnold Schönberg amb les tres transformacions lineals bàsiques

Si numerem la sèrie bàsica amb els nombres de l'1 al 12, es pot analitzar l'inici del Quintet de vent Op. 26 d'Arnold Schönberg de la següent manera:

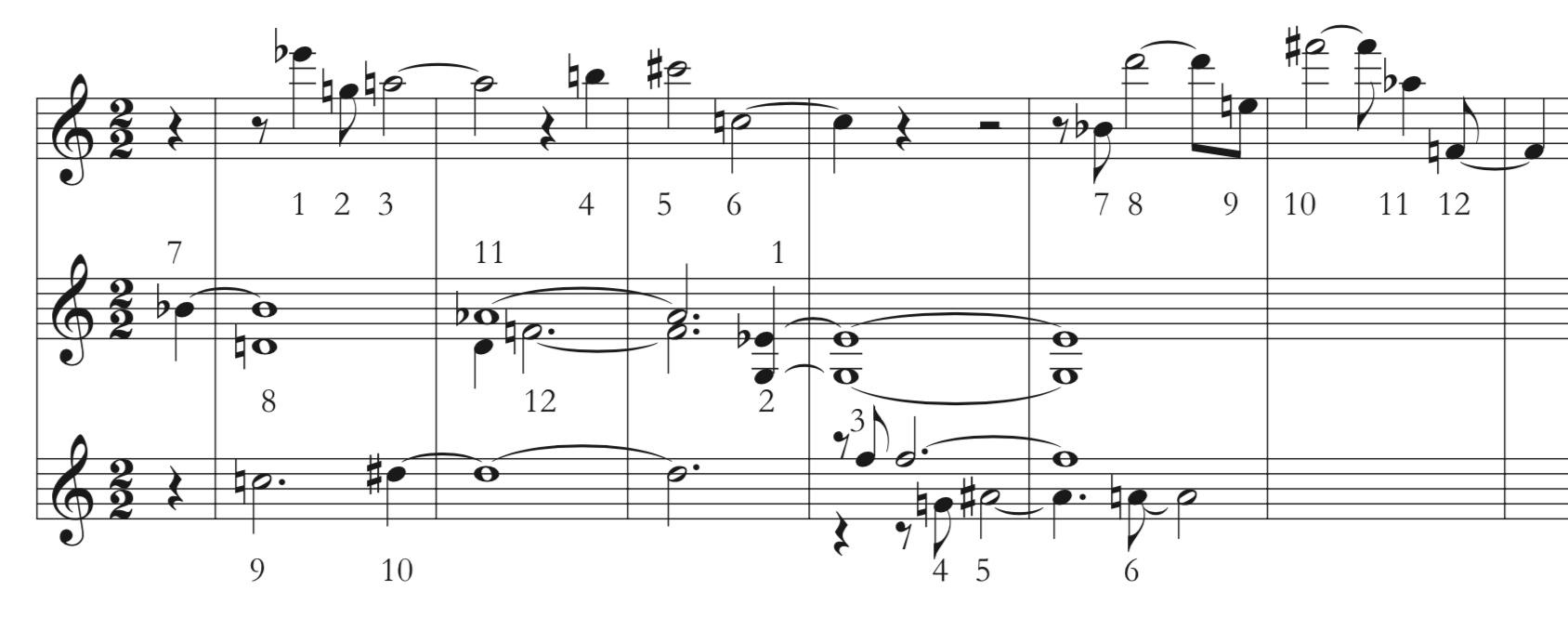
Anàlisi dodecafònica dels primers compassos del Quintet de Vent Op. 26 d'A. Schönberg.

En el primer sistema s'aprecia l'aplicació lineal estricta de la forma bàsica de la sèrie (B3). En el segon sistema, ens trobem davant del cas on la sèrie s'aplica verticalment (de forma harmònica, amb alguns sons simultanis); i en el tercer sistema hi ha una combinació dels dos procediments.

## Llegat de la Segona Escola de Viena
El dodecafonisme emprat per la Segona Escola de Viena va tenir una repercussió més enllà dels seus tres integrants estrictes (Schönberg, Berg i Webern). Aquest mètode de composició es va escampar per Europa i els Estats Units i va experimentar mutacions i transformacions aportades per cada compositor que se’n servia.
Dos compositors exiliats als Estats Units (també deixebles de Schönberg) que van utilitzar aquest mètode de composició són Ernst Krenek i Erwin Stein: segons ells mateixos, la utilització de la sèrie no era temàtica sinó que s’acostava més al tractament motívic. Wallingford Riegger i Walter Piston també van utilitzar la sèrie dodecafònica a manera de “serialisme temàtic” en obres com Dichotomy (Riegger) i Partita for Violin, Viola and Organ (III moviment, Piston).
Pel que fa a Europa, va ser molt important el paper d'Olivier Messiaen amb la introducció de l’anàlisi d’obres de Stravinski, Schönberg i Berg entre altres a les seves classes del Conservatori de París, a les quals hi van assistir compositors que més endavant desenvoluparien el serialisme integral com Pierre Boulez. Messiaen va contribuir en gran manera al fet que Boulez i altres desenvolupessin aquest mètode de composició amb l'estudi Mode de valeurs et d'intensités per a piano. Un altre mestre i promulgador important del dodecafonisme a Europa va ser René Leibowitz.
Després de la Segona Guerra Mundial, als Estats Units hi va haver diversos compositors que també van aplicar les tècniques derivades del dodecafonisme a les seves obres: Milton Babbitt o Ígor Stravinski, que no va utilitzar el dodecafonisme en les seves obres (Canticum Sacrum, Agon, Threni o The Flood) fins després de la mort de Schönberg.

## La Segona Escola de Viena a Catalunya
Una de les figures principals de la Segona escola de Viena a Catalunya és Robert Gerhard. Deixeble de Felip Pedrell en els seus estudis musicals a Barcelona, no serà fins a la mort del seu mestre, que Gerhard escriurà una llarga carta a Arnold Schönberg que l'acceptarà com a alumne seu. El 1923 marxa a Viena, on també coneixerà a Anton Webern i Alban Berg, entrant a formar part de la Segona Escola de Viena. En aquest viatge va aprendre i interioritzar les doctrines i pensaments de la Segona Escola de Viena (sense deixar de banda tot allò que va aprendre amb Pedrell). Aquesta estètica, si bé evolucionarà amb el temps, no l'abandonarà mai. Fruit d'això és la profunda amistat que restà entre mestre i deixeble que impulsà a Schönberg a venir a Barcelona per participar de la seva vida musical, així com l'apropament de Schönberg i dels seus alumnes a Catalunya.
Gràcies a Gerhard, se celebra a Barcelona el Festival Schönberg el 1925, organitzat per l'Associació de Música "Da Camera". En aquest Festival, el compositor català participa activament redactant els comentaris introductoris dels programes així com l'anàlisi de la Simfonia de Cambra Op. 9 i del Pierrot Lunaire Op. 21.
Les obres de Gerhard Sardana I i Sardana II són dos exemples de com el discurs estètic de la Segona Escola de Viena s'integra a la tradició musical catalana.
Més enllà de Robert Gerhard, cal destacar la figura de Joaquim Homs, compositor català i únic deixeble de Gerhard, que va trobar en el dodecafonisme de Schönberg una base per la seva obra. Lamentablement, però, es quedà a Catalunya durant la postguerra i patí represàlies; per la qual cosa no se li va permetre d'exercir la suficient influència sobre les noves generacions de compositors catalans en favor de Frederic Mompou o Xavier Montsalvatge que fonamentaven les seves obres en influències de la música francesa. Tot i això, Homs va seguir lluitant per donar a conèixer el llegat dels seus mestres amb escrits com "Anton Webern", "Roberto Gerhard", "Música atonal" i "Aportaciones Fundamentales de Webern a la música contemporánea", així com organitzant concerts privats amb obres de la segona escola de Viena, mitjançant el mecenatge de Josep Bertomeu.
Entre les dècades dels anys 50 i 60 s'inclouen amb relativa freqüència obres dodecafòniques en els programes de concerts a Catalunya, tenint a Schönberg com al seu màxim representant. La crítica i l’opinió general, però, es mostra distant a la seva obra, entenent-la com una tècnica interessant, però sense demostrar cap entusiasme per ella. Un bon exemple d’aquest fet és la crítica apareguda a la revista Destino després de la interpretació del seu Quintet op. 26: “obra d’una densitat i obstinació angoixant, només acceptable com a mostra (i molt interessant en aquest aspecte) de Schönberg a les fórmules dodecafòniques”.